# 大叶假卫矛
大叶假卫矛（学名：Microtropis macrophyllus）是卫矛科假卫矛属的植物。分布于中国大陆的云南、西藏等地，生长于海拔1,500米至1,700米的地区，一般生于山坡密林湿地，目前尚未由人工引种栽培。

## 别名
大果假卫矛（植物分类学报）